# Prisengerichtsordnung
Eine Prisengerichtsordnung ist ein Gesetz oder eine Verordnung, mit der die Arbeitsweise und Organisation von Prisengerichten geregelt wird.

## Deutschland
In Deutschland war das Prisenrecht ursprünglich auf Länderebene geregelt. Im Deutschen Kaiserreich war das Militär weiter Landessache, nur die Kaiserliche Marine war auf Reichsebene organisiert. Entsprechen wurde mit Reichsgesetz vom 3. Mai 1884 die Einrichtung von Prisengerichten vorgesehen. Am 15. April 1911 wurde in Bezug auf dieses Gesetz die Prisengerichtsordnung beschlossen. Da diese in Friedenszeiten jedoch nicht benötigt wurde, erfolgte die Veröffentlichung erst nach dem Beginn des Ersten Weltkriegs am 3. August 1914. Danach war folgende Organisation einzurichten: Prisenämter waren für die Vorbereitung des Prisengerichtsverfahrens zuständig. Diese wurden bei Amtsgerichten oder Schutzgebietsgerichten eingerichtet. Entscheidendes Gericht erster Instanz war das Prisengericht. Es bestand aus fünf Richtern, von denen der Vorsitzende und ein Beisitzer Volljuristen sein mussten. Die anderen Beisitzer sollten je ein Seeoffizier, ein Vertreter der Reeder und einer der Seeschifffahrt sein. Als zweite Instanz wurde das Oberprisengericht aus sieben Mitgliedern eingerichtet.
Nachdem mit dem Überfall auf Polen der Zweite Weltkrieg begonnen hatte, wurde die Prisengerichtsordnung neu gefasst und am 28. August 1939 veröffentlicht. Nun waren die Priesenhöfe Eingangsgerichte und der Oberprisenhof in Berlin die zweite Instanz. Vorbereitende Stelle war der Reichskommissar beim Prisenhof.
Nach Kriegsende blieb die Prisengerichtsordnung in Kraft, auch wenn die Prisengerichte aufgrund des Friedens nicht eingerichtet waren.

### Österreich
In Österreich wurde durch kaiserliche Verordnung vom 21. März 1864 ein Prisengericht erster Instanz in Triest und zweiter Instanz in Wien sowie eine Prisenuntersuchungskommission in Pula eingesetzt. Mit Verordnung des Gesamtministeriums vom 9. Dezember 1914 wurde eine Prisengerichtsordnung erlassen. Instanzen waren damit das Prisengericht 1. Instanz und das Oberprisengericht. Mit Kriegsende verlor Österreich seine Seehäfen und seine Kriegsflotte, das Prisenrecht war damit inhaltlich weitgehend gegenstandslos geworden.
Österreich hat die Prisenordnung des Deutschen Reichs, die nach dem „Anschluss“ dort eingeführt wurde, durch das Bundesgesetz vom 30. Oktober 1959 zur Aufhebung schiffahrtsrechtlicher Vorschriften (BGBl. Nr. 234/1959) aufgehoben.

## Weblinks

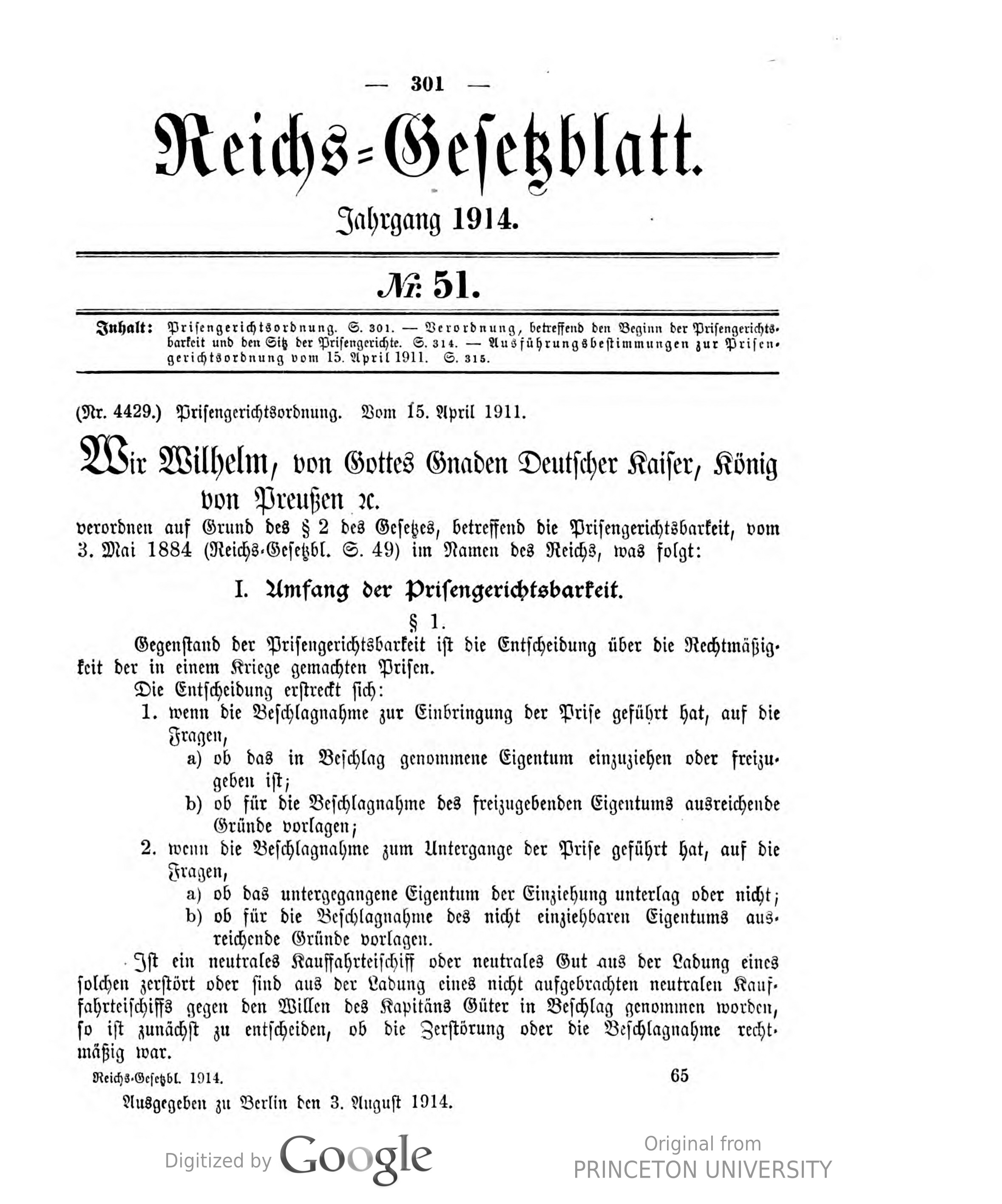
Prisengerichtsordnung. Vom 15. April 1911